# Hélio Castroneves

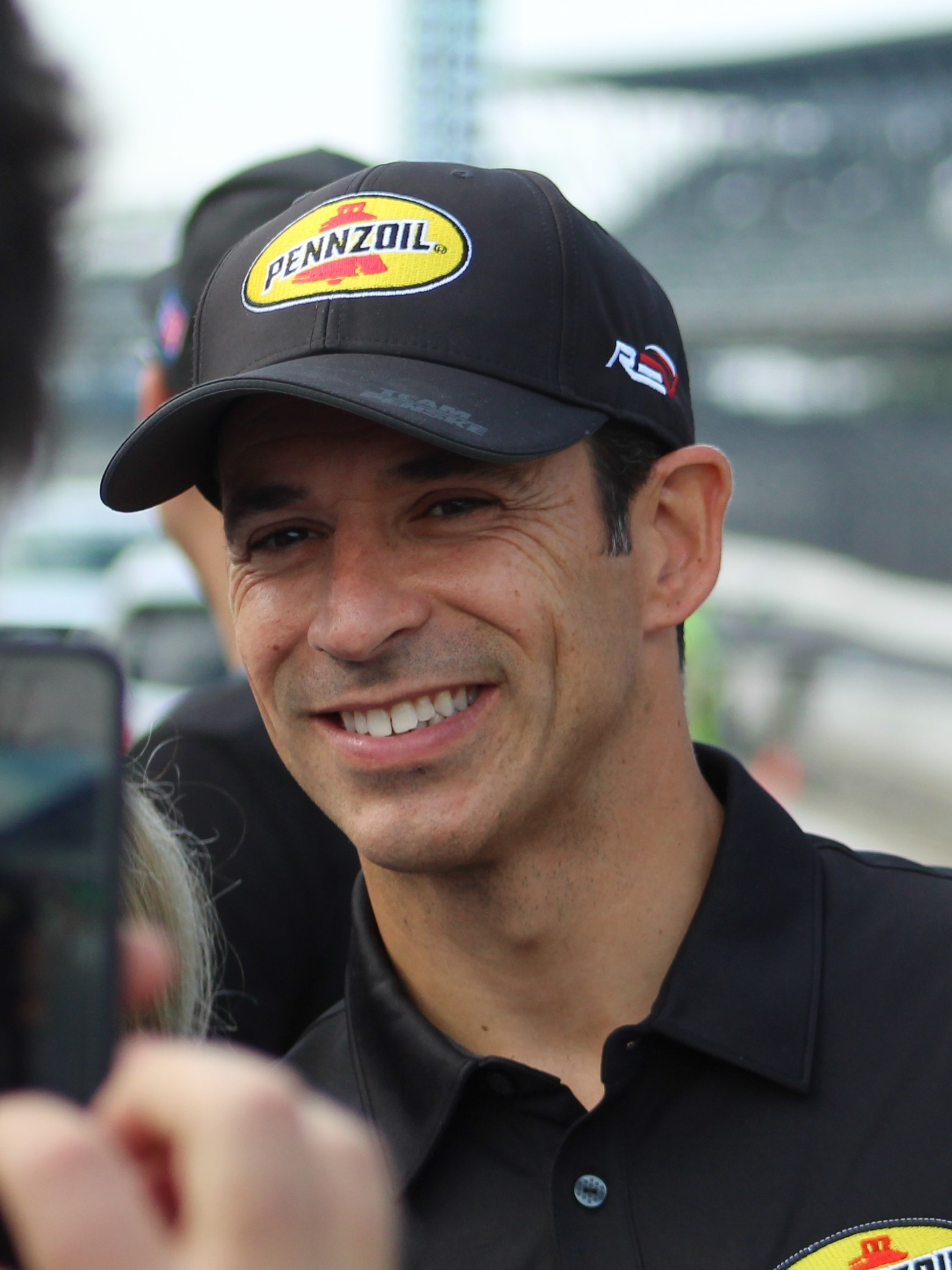
Hélio Castroneves 2018

Hélio Castro Neves, bekannt als Hélio Castroneves, (* 10. Mai 1975 in São Paulo) ist ein brasilianischer Automobilrennfahrer. Nachdem er von 1998 bis 2001 in der US-amerikanischen Monoposto-Rennserien CART aktiv war, tritt er seit 2001 in der IndyCar Series an und wurde 2002, 2008, 2013 und 2014 Vizemeister. 2001, 2002, 2009 und 2021 entschied er das Indianapolis 500 für sich. Von 2000 bis 2020 war er ein Fahrer des Team Penske. 2020 gewann er zusammen mit Ricky Taylor die Meisterschaft in der Prototypen-Klasse der IMSA WeatherTech SportsCar Championship. Von 2021 bis 2023 siegte er dreimal in Folge beim 24-Stunden-Rennen von Daytona.
Sein richtiger Name ist Hélio Castro Neves. Da es allerdings häufiger zu Missverständnissen bezüglich seines Nachnamens gekommen war, nannte er sich zunächst Castro-Neves und dann schließlich Castroneves.

## Karriere

### Anfänge im Motorsport

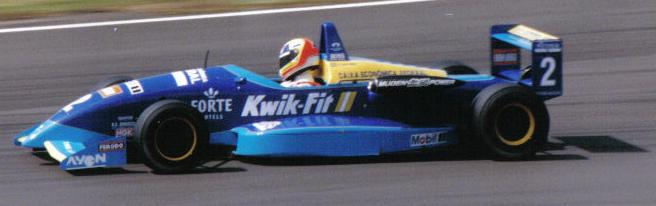
Hélio Castro Neves in der britischen Formel-3-Meisterschaft 1995.

Castro Neves begann seine Motorsportkarriere 1987 im Kartsport, in dem er bis 1991 aktiv war. 1992 wechselte er in den Formelsport und wurde auf Anhieb Vizemeister der brasilianischen Formel Chevrolet. In den nächsten beiden Jahren gewann er zunächst die Vizemeisterschaft der südamerikanischen und ein Jahr später die Vizemeisterschaft der brasilianischen Formel 3. 1995 wechselte Castro Neves nach Europa und trat für Paul Stewart Racing in der britischen Formel-3-Meisterschaft an. Mit einem Sieg belegte er am Ende des Jahres den dritten Platz in der Fahrerwertung hinter seinem Teamkollegen Ralph Firman, der Zweiter wurde. Außerdem wurde er hinter Norberto Fontana und Ralf Schumacher Dritter beim Formel-3-Masters in Zandvoort.
1996 wechselte er in die Indy Lights. Nachdem die US-amerikanischen Medien ihn Hélio Neves nannten, änderte er seine Schreibweise in Castro-Neves. Er startete für Tasman Racing und wurde Teamkollege von Tony Kanaan, mit dem er seit dem befreundet ist. Während er ein Rennen gewann und Siebter in der Meisterschaft wurde, gewann Kanaan den Vizemeistertitel. 1997 blieben die beiden Brasilianer bei Tasman Racing. Castro-Neves gewann drei Rennen und duellierte sich mit Kanaan um den Meistertitel. Schlussendlich unterlag er ihm mit 156 zu 152 Punkten knapp und verpasste einen weiteren Meistertitel.

### CART
1998 wechselte er in die CART-Serie und änderte seine Namensschreibweise in Castroneves. Er startete für Bettenhausen Racing. Mit einem zweiten Platz auf der Milwaukee Mile zeigte er erstmals sein Talent. Da er bei einigen Rennen nicht ins Ziel kam, beendete er seine erste Saison auf dem 17. Gesamtrang. 1999 ging Castroneves für Hogan Racing an den Start. Erneut schloss er ein Rennen, diesmal in Madison, auf dem zweiten Platz ab. Jedes Rennen, bei der er ins Ziel kam, beendete er unter den ersten zehn Piloten, da er aber bei einigen Rennen ausfiel, belegte er am Saisonende nur den 15. Platz im Gesamtklassement.
2000 wechselte er zum Team Penske und wurde Teamkollege von seinem Landsmann Gil de Ferran. Ursprünglich wollte Penske mit de Ferran und Greg Moore an den Start gehen. Nach dem tödlichen Unfall von Moore entschloss sich das Team, Castroneves unter Vertrag zunehmen. Während de Ferran den Meistertitel für sich entschied, gewann Castroneves die Rennen in Detroit, Lexington und Laguna Seca. Zwar hatte kein Pilot mehr Rennen als er gewonnen, auf Grund fehlender Konstanz reichte es am Saisonende aber nur für den siebten Gesamtrang. 2001 entschied er mit Siegen in Long Beach, Detroit und Lexington erneut drei Rennen für sich. Auch wenn er erneut mehr Rennen als de Ferran gewann, wurde er Vierter, während sein Landsmann Meister wurde. Außerdem startete er bei zwei Rennen der Indy Racing League gewann gleich bei seiner ersten Teilnahme das prestigeträchtige Indianapolis 500.

### IndyCar Series
2002 wechselte Castroneves mit seinem Team in die Indy Racing League. Er entschied zunächst das Rennen in Avondale für sich und verteidigte anschließend seinen Sieg beim Indianapolis 500. Schlussendlich musste er sich nur Sam Hornish junior geschlagen geben und wurde in seiner ersten kompletten Saison Vizemeister. 2003 reichte es für Castroneves erneut nicht zum Gewinn des Meistertitels in der inzwischen in IndyCar Series umbenannten Meisterschaft. Er gewann die Rennen in Madison und Nazareth und beendete die Saison hinter de Ferran, der Zweiter wurde, auf dem dritten Platz in der Meisterschaft.

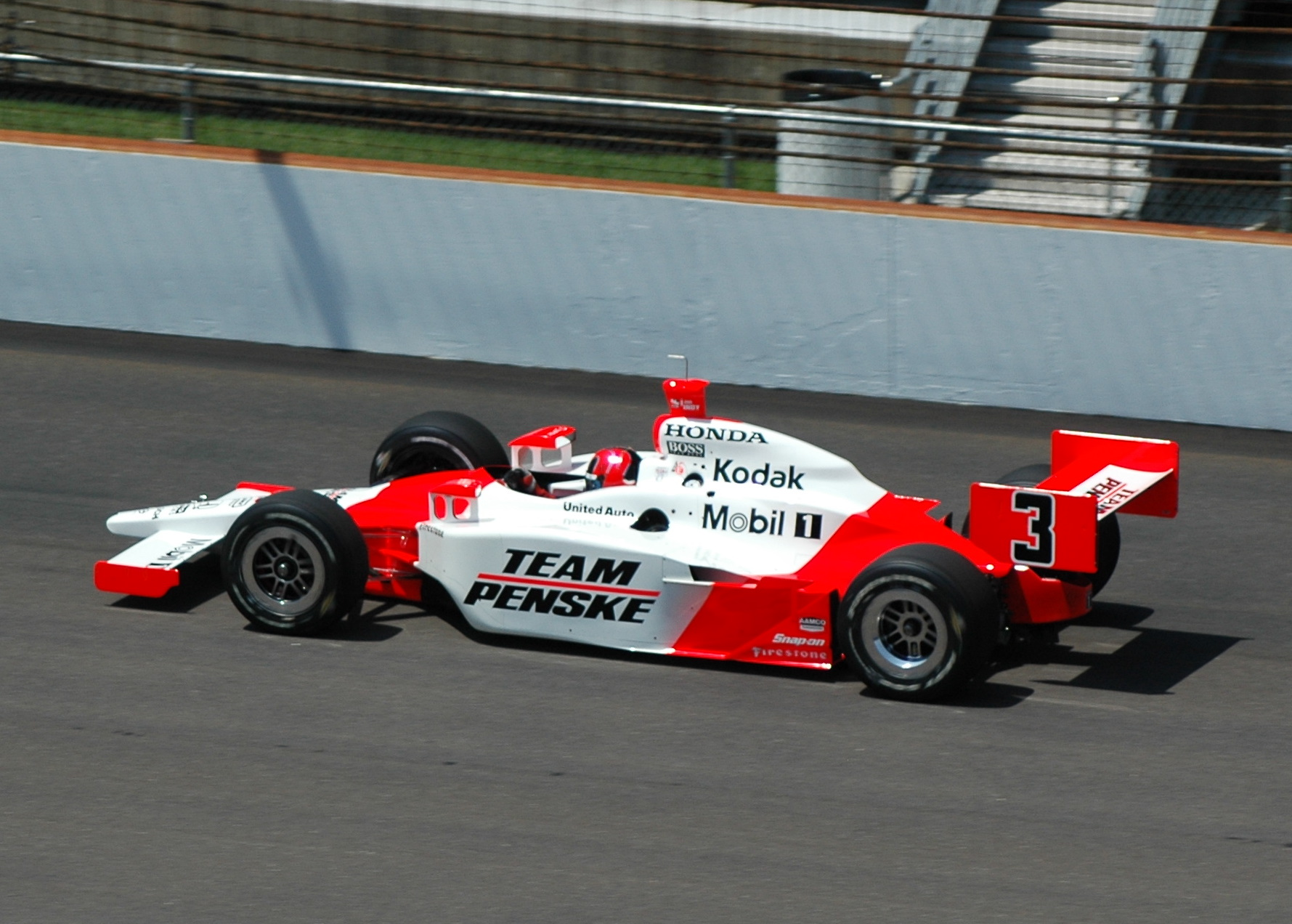
Hélio Castroneves im Training zum Indianapolis 500 2007

2004 erhielt Castroneves mit dem ehemaligen Indy-Racing-League-Meister Hornish einen neuen Teamkollegen beim Team Penske. Castroneves behauptete sich in dieser Saison gegen Hornish und wurde mit einem Sieg in Fort Worth Vierter im Gesamtklassement. 2005 veränderten sich die Positionen im Team und Castroneves wurde erstmals von Hornish geschlagen. Castroneves gewann das Rennen in Richmond und belegte den sechsten Gesamtrang. 2006 entschied er mit Siegen in St. Petersburg, Motegi, Fort Worth und Brooklyn zwar vier Rennen für sich, für den Titel reichte es aber erneut nicht. Mit 475 zu 473 Punkten unterlag er Hornish denkbar knapp und wurde hinter seinem Teamkollegen und Dan Wheldon, der mit ebenfalls 475 Punkte Vizemeister wurde, Dritter. 2007 fuhren die Penske-Piloten nicht um den Meistertitel mit. Mit einem Sieg in St. Petersburg wurde Castroneves – eine Position hinter Hornish – Sechster in der Fahrerwertung.
Nachdem Hornish Penske 2008 verlassen und Castroneves mit Ryan Briscoe einen neuen Teamkollegen erhalten hatte, hatte er in der Saison wieder Chancen auf dem Titel. Zwar gewann er nur die Rennen in Sonoma und Joliet, dank acht zweiter Plätze hatte er allerdings bis zum letzten Rennwochenende Chancen auf den Meistertitel. Mit 646 zu 629 gab er sich am Ende Scott Dixon geschlagen und wurde zum zweiten Mal Vizemeister der IndyCar Series.
Nach dem Ende der Saison 2008 musste sich Castroneves dem Vorwurf der Steuerhinterziehung verantworten. Es wurde behauptet, dass er zwischen 1999 und 2004 insgesamt 5,5 Millionen US-Dollar hinterzogen habe. Während der Untersuchungen kam er für 10 Millionen US-Dollar auf Kaution frei und durfte auch beim nicht mehr in die Wertung gehenden Rennen in Surfers Paradise, Australien, starten. Für die Saison 2009 wurde Castroneves zunächst vom Team freigestellt und durch Will Power ersetzt. Kurz vor dem zweiten Rennen der Saison 2009 wurde Castroneves, nachdem der Prozess abgeschlossen war, von allen Anklagepunkten freigesprochen. Castroneves erhielt sein Cockpit umgehend zurück und Power, der ihn zwischenzeitlich vertreten hatte, erhielt bei einigen Rennen ein drittes Penske-Auto.

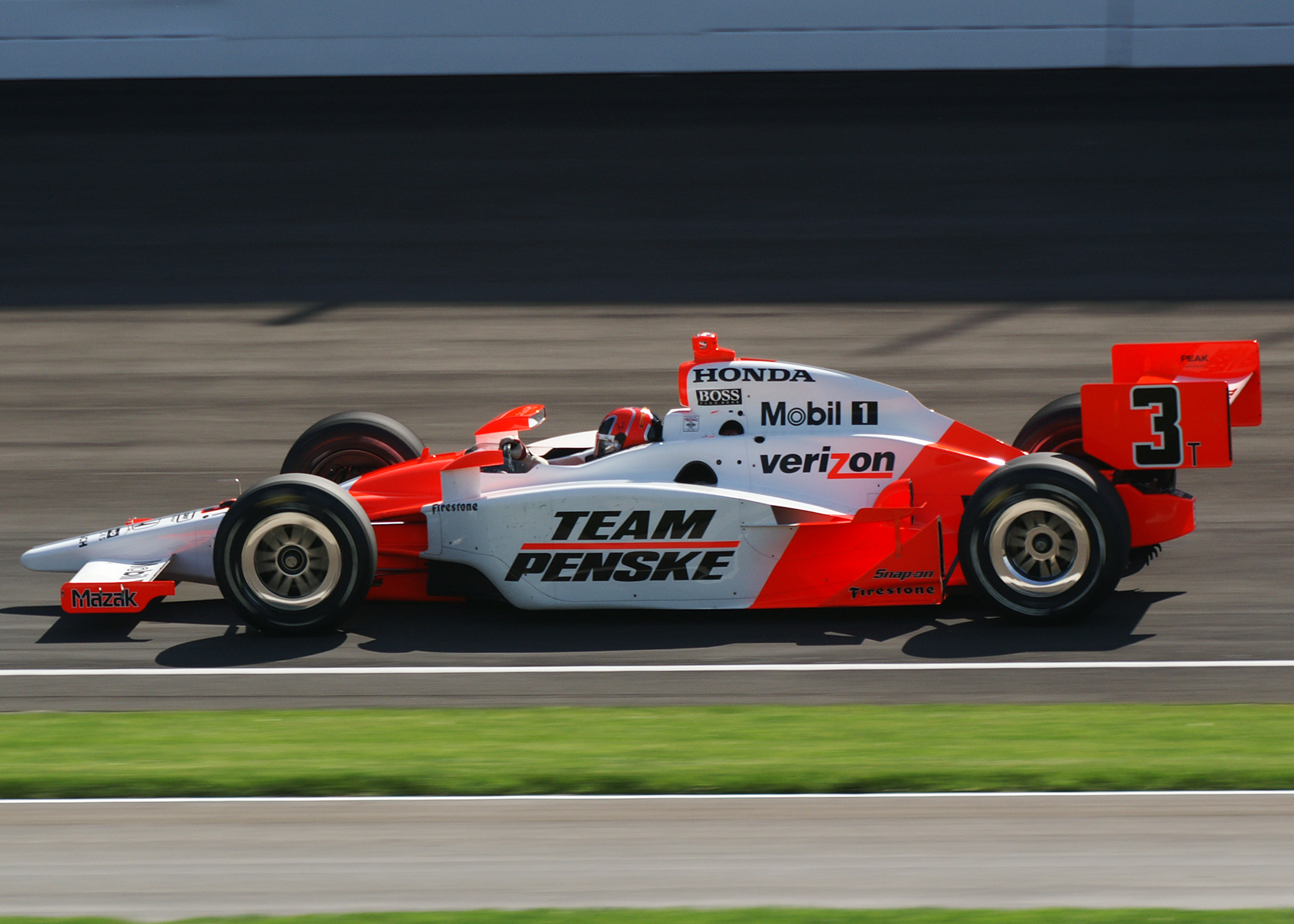
Hélio Castroneves gewann 2009 zum dritten Mal das Indianapolis 500

Castroneves gab ein starkes Comeback und gewann 2009 zum dritten Mal das Indianapolis 500. Zwei Rennen später in Fort Worth folgte ein weiterer Sieg. In die Meisterschaft konnte er allerdings nicht mehr eingreifen und er musste sich auch seinem Teamkollegen Briscoe geschlagen geben. Am Saisonende belegte er den vierten Gesamtrang. 2010 erhielt Power ein komplettes Cockpit bei Penske, das von nun an mit drei Autos antrat. Nachdem Castroneves zu Beginn der Saison das Rennen in Birmingham gewonnen hatte, sicherte er sich beim drittletzten Rennen in Sparta einen weiteren Sieg. Er setzte dabei auf eine andere Strategie und verzichtete auf einen Stopp innerhalb der letzten Runden. Während die vor ihm platzierten Piloten alle nochmal an die Box mussten, übernahm Castroneves die Führung und gewann das Rennen. Ein Rennen später in Motegi gelang ihm ein weiterer Sieg. Dabei startete er von der Pole-Position, erzielt die schnellste Rennrunde und führte das Rennen über dreiviertel des Rennens an. Während sein Teamkollege Power den Vizemeistertitel gewann, belegte er schließlich den vierten Platz in der Fahrerwertung.

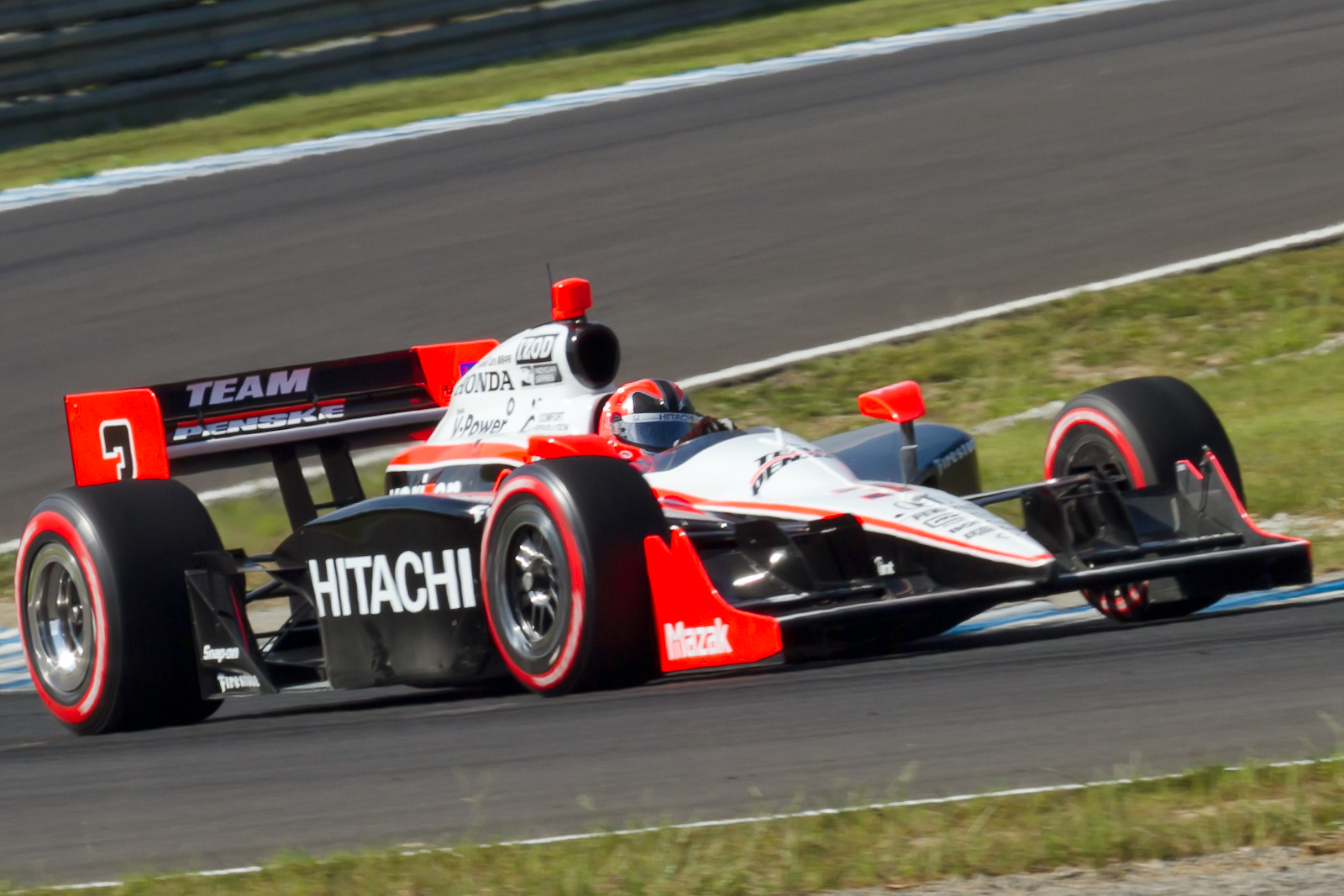
Castroneves beim IndyCar-Rennen in Motegi 2011

2011 bestritt Castroneves seine elfte IndyCar-Saison mit Penske. Es war seine erste sieglose Saison in der IndyCar Series und seine erste Saison ohne Sieg überhaupt seit 1999. Da er den IndyCar-Rennleiter Brian Barnhart nach dem Rennen in Motegi als „Zirkusclown“ bezeichnet hatte, fuhr er die letzten zwei Saisonrennen auf Bewährung. Castroneves war zuvor für ein Überholmanöver unter gelber Flagge vom 7. auf den 22. Platz zurückversetzt worden. Die Saison beendete er als schlechtester Penske-Pilot mit zwei zweiten Plätzen als beste Resultate dem elften Gesamtrang. Außerdem nahm er an zwei Rennen der V8 Supercar Championship Series teil.

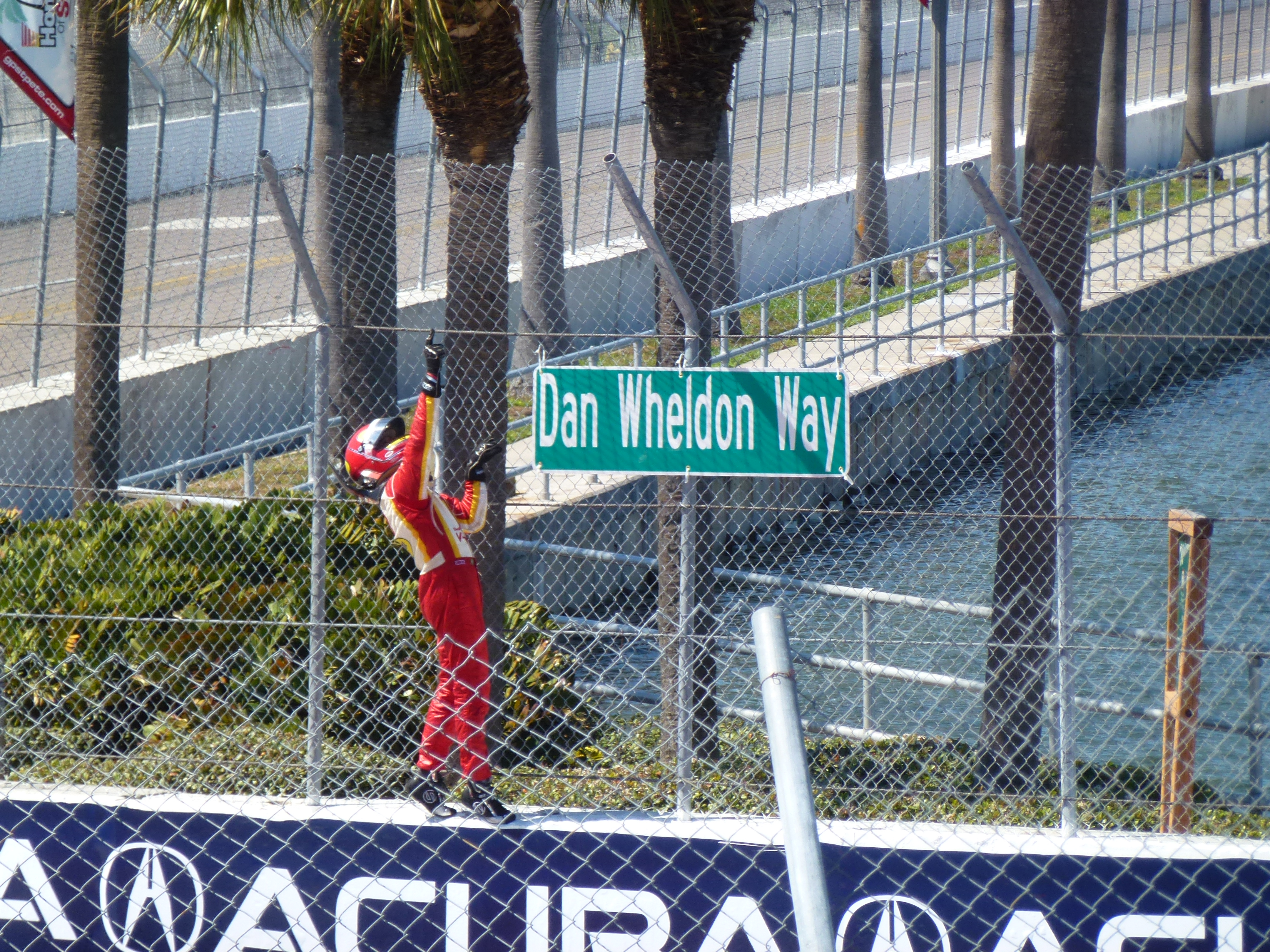
Castroneves steht nach seinem Sieg auf der Streckenbegrenzung in Kurve 10; er zeigt auf das Straßenschild Dan Wheldon Way und zum Himmel

2012 blieb Castroneves mit Penske, die mit Chevrolet einen neuen Motorenpartner erhielten, in der IndyCar Series. Es gelang ihm gleich das Auftaktrennen in St. Petersburg für sich zu entscheiden. Es war sein dritter Sieg beim Honda Grand Prix of St. Petersburg. Nach dem Rennen fiel Castroneves mit einer besonderen Geste auf. Wie üblich erklomm er die Streckenbegrenzung, diesmal jedoch nicht auf der Start-Ziel-Geraden, sondern in einem Streckenabschnitt, der nach dem 2011 in der IndyCar Series verstorbenen Dan Wheldon benannt war. Mit einem dritten Platz beim folgenden Rennen in Birmingham behielt er die Führung in der Gesamtwertung, bevor er diese nach dem dritten Rennen an seinem Teamkollegen Power abgab. Im weiteren Verlauf der Saison entschied er das Edmonton Indy für sich. Castroneves lag schließlich auf dem vierten Platz der Fahrerwertung, während Power Vizemeister wurde. Darüber hinaus nahm Castroneves als Gaststarter an einem Rennen der Stock Car Brasil teil. 2013 reduzierte Penske sein IndyCar-Team von drei auf zwei Fahrzeuge. Castroneves behielt, genauso wie Power, sein Cockpit. Beim Saisonauftakt in Saint Petersburg lag Castroneves die meisten Runden in Führung und wurde Zweiter. Ein Rennen später in Birmingham kam Castroneves als Dritter ins Ziel und übernahm die Führung in der Fahrerwertung. Diese verlor er bei seinem Heimrennen in São Paulo, bei dem er auf den 13. Platz ins Ziel kam. Nachdem er in Detroit die Führung mit einem fünften Platz zurückerlangt hatte, gewann er das darauf folgende Rennen in Fort Worth. In West Allis und Toronto stand er als Zweiter erneut auf dem Podest. Bei den dazwischen liegenden Rennen kam Castroneves stets in den Top 10 ins Ziel. Bei den ersten 16 Rennen absolvierte Castroneves jede Rennrunde. Bei der zweitletzten Veranstaltung, dem Shell and Pennzoil Grand Prix of Houston, der aus zwei Rennen bestand, hatte Castroneves zu Beginn des Wochenendes einen Vorsprung von 49 Punkten auf den zweitplatzierten Dixon. In beiden Rennen hatte Castroneves technische Probleme, die ihn zu längeren Reparaturstopps zwangen. Da Dixon ein Rennen gewann, und einmal Zweiter wurde, fiel Castroneves in der Meisterschaft hinter ihn zurück. Beim letzten Saisonrennen in Fontana kam Castroneves als Sechster einen Platz hinter Dixon ins Ziel. Damit wurde er zum dritten Mal Gesamtzweiter der IndyCar Series. Er unterlag Dixon mit 550 zu 577 Punkte. Castroneves war 2013 der bestplatzierte Chevrolet-Fahrer. Penske-intern setzte er sich zum ersten Mal gegen Power, der 498 Punkte erzielt hatte, durch. Darüber hinaus nahm Castroneves an einer Veranstaltung der Stock Car Brasil teil. Dabei hatte er einen schweren Unfall im Training, den er mit leichten Verletzungen überstand.
2014 blieb Castroneves zusammen mit Power bei Penske und erhielt mit Juan Pablo Montoya einen weiteren Teamkollegen. Mit einem dritten Platz in Saint Petersburg startete Castroneves in die Saison. Bei beiden Indianapolis-Rennen stand er ebenfalls auf dem Podium. Beim Grand Prix wurde er Dritter, beim Indianapolis 500 Zweiter. Dabei lieferte er sich in der Schlussphase ein Duell gegen den späteren Sieger Ryan Hunter-Reay. Beim zweiten Rennen in Detroit gelang Castroneves sein einziger Saisonsieg. Nach einem zweiten Platz in Long Pond wurde er Achter in Newton. Damit übernahm er die Meisterschaftsführung von seinem Teamkollegen Power. Beim darauf folgenden Rennen, dem ersten Lauf in Toronto, wurde Castroneves Zweiter. Es war seine sechste und letzte Podest-Platzierung der Saison. Bei den letzten fünf Saisonrennen kam Castroneves nicht mehr in die Top 10, sodass er nach dem viertletzten Saisonrennen die Meisterschaftsführung an Power abgab. Vor dem letzten Saisonrennen in Fontana lag Castroneves mit über 50 Punkten Rückstand auf dem zweiten Platz. Zum Titelgewinn hätte er mindestens Dritter werden müssen. Castroneves startete von der Pole-Position, fiel durch eine Durchfahrtsstrafe jedoch aus der Führungsrunde und wurde schließlich 14. In der Gesamtwertung erreichte Castroneves damit zum vierten Mal in seiner Karriere den zweiten Platz. Mit 609 zu 671 Punkten unterlag er seinem Teamkollegen Power. 2015 bildete Castroneves zusammen mit Montoya, Power und Simon Pagenaud das Penske-Fahreraufgebot. Castroneves wurde zweimal Zweiter und zweimal Dritter. Ein Sieg gelang ihm nicht. Er beendete die Saison hinter Montoya und Power auf dem fünften Platz in der Meisterschaft. 2016 blieb der Penske-Fahrerkader für die IndyCar Series unverändert. Zwei zweite Plätze in Indianapolis und Toronto waren Castroneves beste Ergebnisse, womit er eine weitere Saison sieglos blieb. Er wurde hinter seinen Teamkollegen Pagenaud und Power Meisterschaftsdritter. 2017 erhielt er mit Josef Newgarden, der Montoya ersetzte, einen neuen Teamkollegen. Beim Indy 500 übernahm er in Runde 193 die Führung des Rennens und wurde kurze Zeit später vom späteren Sieger Takuma Satō überholt. Er unternahm drei Runden vor dem Rennende einen erfolglosen Überholversuch und lag im Ziel 0,2 Sekunden hinter Satō. In Newton gewann er nach zwei sieglosen Jahren wieder ein Rennen. Vor dem letzten Rennen lag er 22 Punkte hinter dem Meisterschaftsführenden Newgarden auf Platz drei der Wertung hinter Scott Dixon. Simon Pagenaud gewann das Rennen. Dadurch rutschte er mit 598 Punkten auf den vierten Platz der Fahrerwertung.

### IndyCar Series und Sportwagen

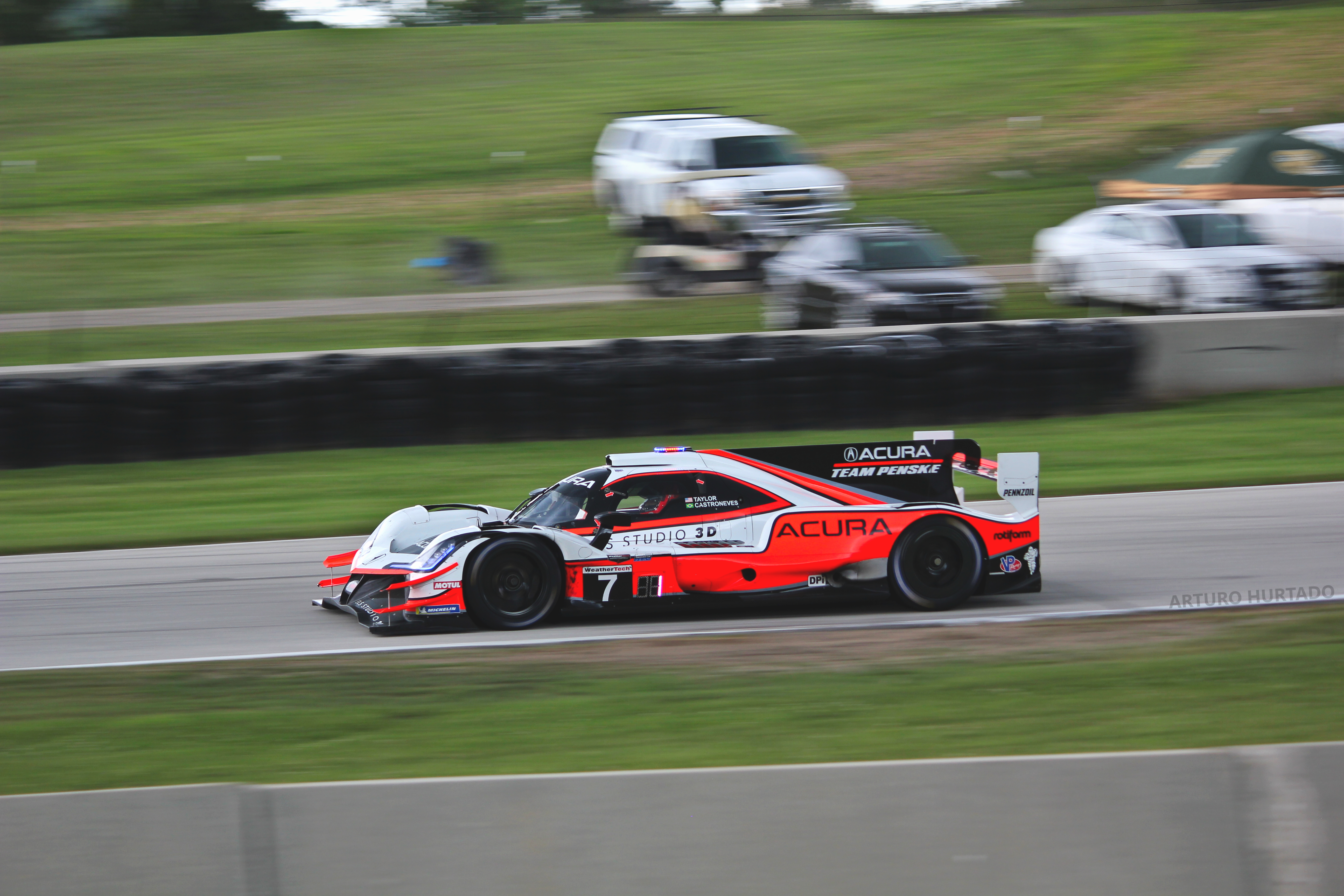
2020 gewann Castroneves seinen ersten Fahrertitel

In den Jahren 2018 und 2019 nahm Castroneves nicht mehr an der kompletten IndyCar-Saison teil, sondern bestritt nur noch zwei Rennen in Indianapolis für Penske. Castroneves trat im neuen Sportwagenprogramm von Penske in der IMSA WeatherTech SportsCar Championship an. Zusammen mit Ricky Taylor pilotierte er einen der Acura-Prototypen und das Duo fuhr den ersten Sieg für das Acura Team Penske ein. In der Fahrerwertung 2018 belegten sie den siebten Rang. 2019 wurden Castroneves/Taylor dritte in der Meisterschaft. 2020 gewannen sie die Fahrerwertung mit einem Punkt Vorsprung vor Ryan Briscoe/Renger van der Zande, sie siegten bei vier der neun Rennen. Für Castroneves war es der erste Gewinn einer Fahrermeisterschaft. In der IndyCar Series war nur ein Start beim Indy 500 geplant, wo er Elfter wurde. Am Saisonende vertrat er Oliver Askew bei Arrow McLaren SP für zwei Rennen. Er wurde 20. und 21. beim Doppelwochende in Indianapolis. Vorher startete Castroneves seit 1999 ausschließlich nur für das Team Penske. Zur Saison 2021 hin verließ er Penske. In der IMSA-Serie startete er nur bei dem 24-Stunden-Rennen von Daytona für Wayne Taylor Racing in einem Acura-DPi. Mit seinen Teamkollegen Filipe Albuquerque, Ricky Taylor und Alexander Rossi siegte Castroneves. In der IndyCar Series absolvierte er ein Teilzeitprogramm für Meyer Shank Racing und entschied das Indianapolis 500 zum vierten Mal für sich. Er wurde damit zum Mitrekordsieger des Rennens zusammen mit A. J. Foyt, Al Unser und Rick Mears. 2022 bestritt er die komplette IndyCar-Saison für Meyer Shank Racing und belegte den 18. Platz in der Meisterschaft. Sein Teamkollege wurde Simon Pagenaud, die beiden waren bei Penske bereits im gleichen Team. Bei den IMSA-Sportscars siegte Castroneves zusammen mit Pagenaud, Tom Blomqvist und Oliver Jarvis zum zweiten Mal in Folge bei den 24 Stunden von Daytona, diesmal mit Meyer Shank Racing.

## Persönliches

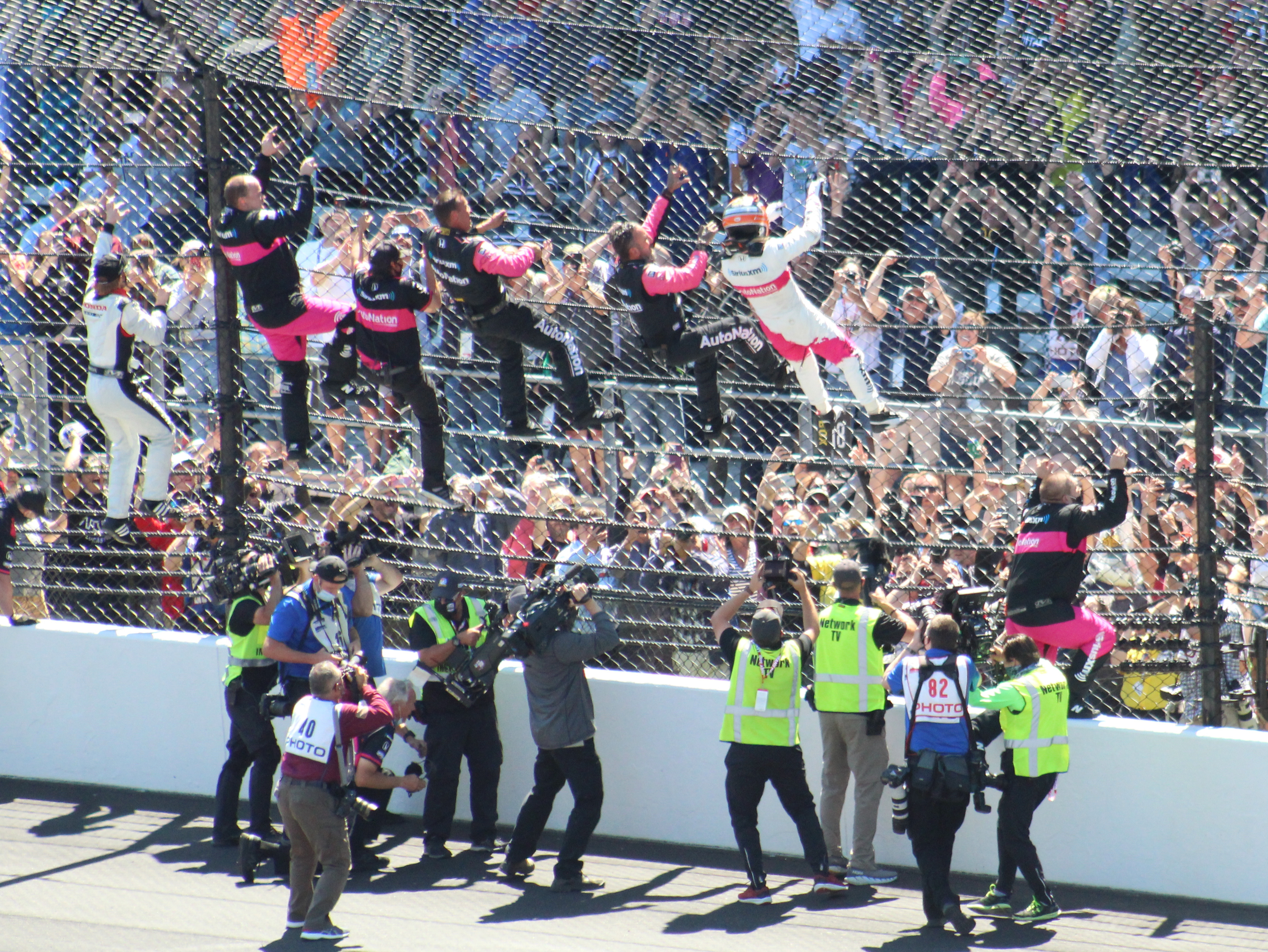
Castroneves (im weiß-pinken Rennoverall) 2021 am Zaun des Indianapolis Motor Speedway

Hélio Castroneves lebt mit seiner langjährigen Freundin Adriana Henao zusammen in Miami. Die beiden sind seit Dezember 2009 Eltern einer Tochter.
Castroneves, der von seiner Schwester Katiucia gemanagt wird, ist in den Vereinigten Staaten einem breiten Publikum bekannt, da er unter anderem 2007 bei der amerikanischen Fernsehsendung Dancing with the Stars gewonnen hat. 2012 nahm er an einer All-Stars-Variante von Dancing with the Stars teil.
Die Fans gaben ihm den Namen Spider Man, da er nach seinen Siegen traditionell mit Helm und Rennoverall am Zaun der Streckenbegrenzung hochklettert, um sich feiern zu lassen.

## Statistik

### Karrierestationen
- 2005–2012: Kartsport
- 1987–1991: Kartsport
- 1992: Brasilianische Formel Chevrolet (Platz 2)
- 1993: Südamerikanische Formel 3 (Platz 2)
- 1994: Brasilianische Formel 3 (Platz 2)
- 1995: Britische Formel 3 (Platz 3)
- 1996: Indy Lights (Platz 7)
- 1997: Indy Lights (Platz 2)
- 1998: CART (Platz 17)
- 1999: CART (Platz 15)
- 2000: CART (Platz 7)
- 2001: CART (Platz 4)
- 2001:Indy Racing League (Platz 24)
- 2002: Indy Racing League (Platz 2)
- 2003: IndyCar Series (Platz 3)
- 2004: IndyCar Series (Platz 4)
- 2005: IndyCar Series (Platz 6)
- 2006: IndyCar Series (Platz 3)
- 2007: IndyCar Series (Platz 6)
- 2007: Rolex Sports Car Series, DP (Platz 63)
- 2007: ALMS, LMP2 (Platz 16)
- 2008: IndyCar Series (Platz 2)
- 2008: Rolex Sports Car Series, DP (Platz 46)
- 2008: ALMS, LMP2 (Platz 12)
- 2009: IndyCar Series (Platz 4)
- 2010: IndyCar Series (Platz 4)
- 2011: IndyCar Series (Platz 11)
- 2011: V8 Supercar Championship Series (Platz 63)
- 2012: IndyCar Series (Platz 4)
- 2013: IndyCar Series (Platz 2)
- 2014: IndyCar Series (Platz 2)
- 2015: IndyCar Series (Platz 5)
- 2016: IndyCar Series (Platz 3)
- 2017: IndyCar Series (Platz 4)
- 2018: WSCC, P (Platz 7)
- 2018: IndyCar Series (Platz 32)
- 2019: WSCC, P (Platz 3)
- 2019: IndyCar Series (Platz 29)
- 2020: WSCC, DPi (Meister)
- 2020: IndyCar Series (Platz 27)
- 2021: IndyCar Series (Platz 22)
- 2022: IndyCar Series (Platz 18)
- 2023: IndyCar Series (Platz 18)
- 2024: IndyCar Series (Platz 35)

### Einzelergebnisse in der CART-Serie
| Saison | Team                | 1       | 2      | 3       | 4       | 5       | 6       | 7       | 8       | 9       | 10      | 11      | 12      | 13      | 14      | 15      | 16      | 17      | 18      | 19      | 20      | 21      | Punkte | Rang |
| ------ | ------------------- | ------- | ------ | ------- | ------- | ------- | ------- | ------- | ------- | ------- | ------- | ------- | ------- | ------- | ------- | ------- | ------- | ------- | ------- | ------- | ------- | ------- | ------ | ---- |
| 1998   | Bettenhausen Racing | MIA DNF | MOT 11 | LBH 9   | NAZ DNF | RIO DNF | GAT 7   | MIL 2   | DET 12  | POR 13  | CLE DNF | TOR 10  | MIC 12  | MDO DNF | ROA DNF | VAN DNF | LAG DNF | HOU DNF | SUR DNF | FON 10  |         |         | 36     | 17.  |
| 1999   | Hogan Racing        | MIA DNF | MOT 9  | LBH DNF | NAZ DNF | RIO DNF | GAT 2   | MIL DNF | POR DNF | CLE DNF | ROA DNF | TOR DNF | MIC DNF | DET 7   | MDO 7   | CHI 5   | VAN 8   | LAG DNF | HOU DNF | SUR DNF | FON DNF |         | 48     | 15.  |
| 2000   | Team Penske         | MIA DNF | LGB 2  | RIO DNF | MOT 13  | NAZ DNF | MIL 16  | DET 1   | POR 7   | CLE DNF | TOR DNF | MIC 5   | CHI DNF | MDO 1   | ROA 9   | VAN DNF | LAG 1   | GAT 9   | HOU 5   | SUR 6   | FON 9   |         | 129    | 7.   |
| 2001   | Team Penske         | MTY 8   | LGB 1  | TEX C   | NAZ 11  | MOT 2   | MIL DNF | DET 1   | POR 17  | CLE 12  | TOR DNF | MIC 8   | CHI 7   | MDO 1   | ROA 7   | VAN 18  | LAU 12  | ROC 4   | HOU 5   | LAG 6   | SUR 20  | FON DNF | 141    | 4.   |

(Legende)

### Einzelergebnisse in der IndyCar Series
| Jahr | Team               | 1   | 2   | 3   | 4    | 5     | 6    | 7    | 8   | 9   | 10   | 11   | 12   | 13  | 14  | 15   | 16   | 17  | 18  | 19  | Punkte | Rang |
| ---- | ------------------ | --- | --- | --- | ---- | ----- | ---- | ---- | --- | --- | ---- | ---- | ---- | --- | --- | ---- | ---- | --- | --- | --- | ------ | ---- |
| 2001 | Team Penske        | PHX | HMS | ATL | INDY | TXS   | PPI  | RIR  | KAN | NSH | KTY  | STL  | CHI  | TX2 |     |      |      |     |     |     | 64     | 24.  |
| 2001 | Team Penske        | 18  |     |     | 1    |       |      |      |     |     |      |      |      |     |     |      |      |     |     |     | 64     | 24.  |
| 2002 | Team Penske        | HMS | PHX | FON | NZR  | INDY  | TXS  | PPI  | RIR | KAN | NSH  | MIS  | KTY  | STL | CHI | TX2  |      |     |     |     | 511    | 2.   |
| 2002 | Team Penske        | 3   | 1   | 5   | 5    | 1     | 4    | 2    | 17  | 3   | 9    | 6    | 5    | 2   | 4   | 2    |      |     |     |     | 511    | 2.   |
| 2003 | Team Penske        | HMS | PHX | MOT | INDY | TXS   | PPI  | RIR  | KAN | NSH | MIS  | STL  | KTY  | NZR | CHI | FON  | TX2  |     |     |     | 484    | 3.   |
| 2003 | Team Penske        | 3   | 2   | 22  | 2    | 7     | 12   | 2    | 2   | 3   | 17   | 1    | 5    | 1   | 20  | 6    | 13   |     |     |     | 484    | 3.   |
| 2004 | Team Penske        | HMS | PHX | MOT | INDY | TXS   | RIR  | KAN  | NSH | MIL | MIS  | KTY  | PPI  | NZR | CHI | FON  | TX2  |     |     |     | 446    | 4.   |
| 2004 | Team Penske        | 2   | 6   | 3   | 9    | 12    | 3    | 7    | 3   | 12  | 10   | 12   | 6    | 5   | 10  | 7    | 1    |     |     |     | 446    | 4.   |
| 2005 | Team Penske        | HMS | PHX | STP | MOT  | INDY  | TXS  | RIR  | KAN | NSH | MIL  | MIS  | KTY  | PPI | SNM | CHI  | WGL  | FON |     |     | 440    | 6.   |
| 2005 | Team Penske        | 5   | 2   | 20  | 11   | 9     | 5    | 1    | 8   | 5   | 16   | 21   | 5    | 4   | 21  | 2    | 12   | 9   |     |     | 440    | 6.   |
| 2006 | Team Penske        | HMS | STP | MOT | INDY | WGL   | TXS  | RIR  | KAN | NSH | MIL  | MIS  | KTY  | SNM | CHI |      |      |     |     |     | 473    | 3.   |
| 2006 | Team Penske        | 2   | 1   | 1   | 25   | 7     | 1    | 10   | 6   | 5   | 14   | 1    | 3    | 5   | 4   |      |      |     |     |     | 473    | 3.   |
| 2007 | Team Penske        | HMS | STP | MOT | KAN  | INDY  | MIL  | TXS  | IOW | RIR | WGL  | NSH  | MDO  | MIS | KTY | SNM  | DET  | CHI |     |     | 446    | 6.   |
| 2007 | Team Penske        | 9   | 1*  | 7   | 3    | 3     | 16*  | 16   | 8   | 11  | 18   | 6    | 3*   | 17  | 9   | 2    | 14   | 4   |     |     | 446    | 6.   |
| 2008 | Team Penske        | HMS | STP | MOT | LBH  | KAN   | INDY | MIL  | TXS | IOW | RIR  | WGL  | NSH  | MDO | EDM | KTY  | SNM  | DET | CHI | SRF | 629    | 2.   |
| 2008 | Team Penske        | 4   | 2   | 2   |      | 4     | 4    | 5    | 2*  | 14* | 2    | 16   | 3    | 2   | 2*  | 2    | 1*   | 2*  | 1*  | 7   | 629    | 2.   |
| 2009 | Team Penske        | STP | LBH | KAN | INDY | MIL   | TXS  | IOW  | RIR | WGL | TOR  | EDM  | KTY  | MDO | SNM | CHI  | MOT  | HMS |     |     | 433    | 4.   |
| 2009 | Team Penske        |     | 7   | 2   | 1    | 11    | 1    | 7    | 17  | 4   | 18   | 2    | 4    | 12  | 18  | 20   | 10   | 5   |     |     | 433    | 4.   |
| 2010 | Team Penske        | SAO | STP | ALA | LBH  | KAN   | INDY | TXS  | IOW | WGL | TOR  | EDM  | MDO  | SNM | CHI | KTY  | MOT  | HMS |     |     | 531    | 4.   |
| 2010 | Team Penske        | 9   | 4   | 1   | 7    | 4     | 9    | 20   | 2   | 9   | 24   | 10   | 3    | 5   | 6   | 1    | 1*   | 5   |     |     | 531    | 4.   |
| 2011 | Team Penske        | STP | ALA | LBH | SAO  | INDY  | TXS  | TXS  | MIL | IOW | TOR  | EDM  | MDO  | NHA | SNM | BAL  | MOT  | KTY | LSV |     | 312    | 11.  |
| 2011 | Team Penske        | 20  | 7   | 12  | 21   | 17    | 10   | 4    | 9   | 7   | 17   | 2    | 19   | 17  | 2   | 17   | 22   | 29  | C   |     | 312    | 11.  |
| 2012 | Team Penske        | STP | ALA | LBH | SAO  | INDY  | DET  | TXS  | MIL | IOW | TOR  | EDM  | MDO  | SNM | BAL | FON  |      |     |     |     | 431    | 4.   |
| 2012 | Team Penske        | 1   | 3   | 13  | 4    | 10    | 17   | 7    | 6   | 6*  | 6    | 1    | 16   | 6   | 10  | 5    |      |     |     |     | 431    | 4.   |
| 2013 | Team Penske        | STP | ALA | LBH | SAO  | INDY  | DET  | DET  | TXS | MIL | IOW  | POC  | TOR  | TOR | MDO | SNM  | BAL  | HOU | HOU | FON | 550    | 2.   |
| 2013 | Team Penske        | 2*  | 3L  | 10  | 13   | 6L    | 5    | 8    | 1*  | 2   | 8    | 8    | 6    | 2L  | 6   | 7    | 9    | 18  | 23L | 6L  | 550    | 2.   |
| 2014 | Team Penske        | STP | LBH | ALA | IMS  | INDY  | DET  | DET  | TXS | HOU | HOU  | POC  | IOW  | TOR | TOR | MDO  | MIL  | SNM | FON |     | 609    | 2.   |
| 2014 | Team Penske        | 3L  | 11  | 19  | 3L   | 2L3,4 | 5*   | 1*   | 8   | 9   | 21*  | 2    | 8L   | 2L  | 12* | 19   | 11   | 18  | 14L |     | 609    | 2.   |
| 2015 | Team Penske        | STP | NOL | LBH | ALA  | IMS   | INDY | DET  | DET | TXS | TOR  | FON  | MIL  | IOW | MDO | POC  | SNM  |     |     |     | 453    | 5.   |
| 2015 | Team Penske        | 4L  | 2L  | 2L  | 15L  | 6     | 7L   | 6    | 19  | 3L  | 3L   | 23L  | 4    | 11L | 15L | 16L  | 15   |     |     |     | 453    | 5.   |
| 2016 | Team Penske        | STP | PHO | LBH | ALA  | IMS   | INDY | DET  | DET | ROA | IOW  | TOR  | MDO  | POC | TXS | WGL  | SNM  |     |     |     | 504    | 3.   |
| 2016 | Team Penske        | 4   | 11L | 3*  | 7    | 2L    | 11L9 | 5    | 14L | 5   | 13   | 2    | 15   | 19  | 5L  | 3L   | 7L   |     |     |     | 504    | 3.   |
| 2017 | Team Penske        | STP | LBH | ALA | PHO  | IMS   | INDY | DET  | DET | TXS | ROA  | IOW  | TOR  | MDO | POC | STL  | WGL  | SNM |     |     | 598    | 4.   |
| 2017 | Team Penske        | 6   | 9   | 4L  | 4L   | 5L    | 2L19 | 7L   | 9   | 20  | 3L   | 1*   | 8L   | 7   | 7   | 4L   | 4L   | 5   |     |     | 598    | 4.   |
| 2018 | Team Penske        | STP | PHO | LBH | ALA  | IMS   | INDY | DET  | DET | TXS | ROA  | IOW  | TOR  | MDO | POC | STL  | POR  | SNM |     |     | 40     | 32.  |
| 2018 | Team Penske        |     |     |     |      | 6     | 278  |      |     |     |      |      |      |     |     |      |      |     |     |     | 40     | 32.  |
| 2019 | Team Penske        | STP | COA | ALA | LBH  | IMS   | INDY | DET  | DET | TXS | ROA  | TOR  | IOW  | MDO | POC | STL  | POR  | LAG |     |     | 33     | 29.  |
| 2019 | Team Penske        |     |     |     |      | 21    | 1812 |      |     |     |      |      |      |     |     |      |      |     |     |     | 33     | 29.  |
| 2020 | Team Penske        | TXS | IMS | ROA | ROA  | IOW   | IOW  | INDY | STL | STL | MDO  | MDO  | IMS  | IMS | STP |      |      |     |     |     | 57     | 27.  |
| 2020 | Team Penske        |     |     |     |      | 1128  |      |      |     |     |      |      |      |     |     |      |      |     |     |     | 57     | 27.  |
| 2020 | Arrow McLaren SP   |     | 20  | 21  |      |       |      |      |     |     |      |      |      |     |     |      |      |     |     |     | 57     | 27.  |
| 2021 | Meyer Shank Racing | ALA | STP | TXS | TXS  | IMS   | INDY | DET  | DET | ROA | MDO  | NSH  | IMS  | STL | POR | LAG  | LBH  |     |     |     | 158    | 22.  |
| 2021 | Meyer Shank Racing |     |     |     |      |       | 1L8  |      |     |     |      | 9    | 21   |     | 23  | 24   | 20L  |     |     |     | 158    | 22.  |
| 2022 | Meyer Shank Racing | STP | TXS | LBH | ALA  | IMS   | INDY | DET  | ROA | MDO | TOR  | IOW1 | IOW2 | IMS | NSH | GAT  | POR  | LAG |     |     | 263    | 18.  |
| 2022 | Meyer Shank Racing | 14  | 23L | 9   | 21   | 14    | 7    | 25   | 22  | 8   | 17   | 16   | 21   | 19  | 13  | 15   | 17   | 19  |     |     | 263    | 18.  |
| 2023 | Meyer Shank Racing | STP | TXS | LBH | ALA  | IMS   | INDY | DET  | ROA | MDO | TOR  | IOW1 | IOW2 | NSH | IMS | GAT  | POR  | LAG |     |     | 217    | 18.  |
| 2023 | Meyer Shank Racing | 23  | 10  | 21  | 21   | 22    | 15L  | 19   | 15  | 21  | 21   | 14   | 16   | 11  | 15  | 23   | 14   | 13  |     |     | 217    | 18.  |
| 2024 | Meyer Shank Racing | STP | LBH | ALA | IMS  | INDY  | DET  | ROA  | LAG | MDO | IOW1 | IOW2 | TOR  | GAT | POR | MIL1 | MIL2 | NSH |     |     | 26     | 35.  |
| 2024 | Meyer Shank Racing |     |     |     |      | 20    | 25   | 19   |     |     |      |      |      |     |     |      |      |     |     |     | 26     | 35.  |

(Legende)
Anmerkungen
1. ↑  Fand am selben Tag wie der Toyota Grand Prix of Long Beach statt.
2. ↑  Fand am selben Tag wie der Indy Japan 300 statt.
3. ↑  Es wurden keine Punkte vergeben.

### Sebring-Ergebnisse
| Jahr | Team                                   | Fahrzeug          | Teamkollege   | Teamkollege     | Platzierung | Ausfallgrund |
| ---- | -------------------------------------- | ----------------- | ------------- | --------------- | ----------- | ------------ |
| 2007 | Penske Racing                          | Porsche RS Spyder | Romain Dumas  | Timo Bernhard   | Rang 5      |              |
| 2018 | Acura Team Penske                      | Acura ARX-05      | Ricky Taylor  | Graham Rahal    | Ausfall     | Motorschaden |
| 2019 | Acura Team Penske                      | Acura ARX-05      | Ricky Taylor  | Alexander Rossi | Rang 4      |              |
| 2020 | Acura Team Penske                      | Acura ARX-05      | Ricky Taylor  | Alexander Rossi | Rang 8      |              |
| 2023 | Meyer Shank Racing with Curb-Agajanian | Acura ARX-06      | Tom Blomqvist | Colin Braun     | Rang 21     |              |